# Grafarholt og Úlfarsárdalur
Grafarholt og Úlfarsárdalur (IPA: [ˈkraːvarˌhɔl̥t ɔɣ ˈulvar̥ˌsauːrˌdaːlʏr̥]) är ett distrikt inom Reykjavik på Island. Vid folkräkningen 2015 hade distriktet 6 191 invånare.